# Scan2go
Scan2go es una serie de Televisión de dibujos animados coproducidos por ´D-rights Inc., NewBoy FZCO, SBS Producciones Inc. Y Stonebridge Capital Inc. bajo la dirección de Mitsuo Hashimoto. La historia está basada en un fenómeno de grandes corredores que se encuentra en un lugar en el espacio dónde cada corredor de fusiles en título del Universo de corredores número uno. La serie de dibujos animados es producida en 52 episodios y está dirigida a niños de: 4 a 14 años de edad. En España fue emitida por el canal Clan TV entre el 12 de julio de 2011 y el 18 de junio de 2013.

## Capítulos
1. - ¡Quiero ser el número 1!
2. - Rumbo al espacio
3. - Shiro, El corredor misterioso
4. - Las chicas guapas tienen colmillos
5. - El árbol de Diego
6. - El rey calamar
7. - Zero, El corredor enmascarado
8. - Antares, El escorpión rojo
9. - Hipopo, El hermitaño de los coches
10. - El fin de Hipopo, El misterio del tesoro del arco iris
11. - Jack, El perseguidor
12. - Kazuya y Shiro vuelven a enfrentarse
13. - El despertar de Diego
14. - El tigre de Gurao
15. - Dile, el entrenador de hierro
16. - La isla desierta misteriosa
17. - El descenso del dragón
18. - Lucha de titanes
19. - Zero y Taiga
20. - Guerra de equipos
21. - El rugido del lobo plateado
22. - La disolución del equipo jet
23. - Piensa en la carrera
24. - Carrera espectáculo
25. - Fuego y hielo
26. - El universo aguarda
27. - El camino al gran premio
28. - Déjalos atrás, Falgor
29. - La evolución del equipo Jet
30. - Magia, ilusionismo y confusión
31. - El pavito feo
32. - El corredor fantasma
33. - Lightining Wolver
34. - El reino de las carreras
35. - Levantate y corre, Antares
36. - Tres personalidades contrapuestas
37. - La gata salvaje
38. - Jet contra jet
39. - Un nuevo mundo
40. - A por todas es la última oportunidad
41. - Dos hermanos separados
42. - Corredores apasionados
43. - Al 100 por 100
44. - Regreso recuperación separación
45. - La víspera de la gran final
46. - Comienza la gran final
47. - Nieva amor en el desierto
48. - Un lugar donde brilla la luz
49. - Los abanderados del futuro
50. - El principio del fin
51. - La última carrera en la tierra
52. - El banderazo a cuadros de la victoria

## Personajes
Kazuya Gordon: Es un chico muy entusiasta y divertido, viene de la Tierra. Es el capitán del equipo J.E.T y su meta es convertirse en el mejor corredor de Scan2go de la galaxia, para ello tendrá que llegar hasta Gurao, donde se reúnen los mejores corredores de Scan2go. Su coche es Falgor, es bastante rápido y muy bueno en las carreras.
Sus mejores amigos y compañeros de equipo son: Fiona, Myron y Diego. Su rival es Ru Kazel.
P.E.L: Es el robot que controla la nave del equipo J.E.T de la Tierra, formado por: Kazuya, Myron, Fiona y Diego. Siempre acompaña a Kazuya.
Fiona Ryder: Es una chica de la Tierra y una de los mejores amigos de Kazuya, su coche es Leopatra. Se lleva muy bien con Myron pero se lleva fatal con Hevina
Myron Sigram': Es del equipo J.E.T y proveniente de la Tierra. Su coche es Slazor. Le da un poco de miedo Kraken, el rey.(De Tentaclion)
Diego Montana: Es del equipo J.E.T y viene de la Tierra. Su coche es Giamoth. Esta un poco gordo pero es buen corredor. Le encantan los "Donuts".
Shiro Sutherland: Es un personaje más bien solitario, su personalidad es semejante a la de un lobo blanco de las montañas. Se muestra frío y distante pero a medida que avanza la serie se va mostrando como se va volviendo más amistoso por Kazuya.Su coche Wolver es uno de los más rápidos, y siempre pone a Kazuya en problemas.

## Reparto
| Character     | Voice Actor (English) |
| ------------- | --------------------- |
| Kazuya Gordon | Sam Riegel            |
| P.E.L.        | Michele Knotz         |
| Fiona Ryder   | Jessica Martin        |
| Myron         | Sarah Natochenny      |
| Diego         | Bill Rogers           |
| Shiro         | Dan Green             |